# Jack Foley
Jack Donovan Foley , född 12 april 1891 i New York, död 9 november 1967 i Los Angeles var en amerikansk filmpionjär. Han var drivande i tekniken att ge film vardagliga ljudtillägg genom att skapa ljudet i realtid till uppspelade filmscener. Tekniken kallas Foley, på svenska även tramp, och i amerikansk film kallas utövarna Foley artists, ungefär "foleykonstnärer".
Jack Foley föddes i New York, växte upp på Coney Island och gick i skola med bland andra James Cagney. Han arbetade med ordermottagning i hamnen och lärde känna Cary Grant när denne arbetade som underhållare på tivolit på Coney Island. Han flyttade till Kalifornien och arbetade bland annat som stuntman i den nystartade filmindustrin. Han slog sig senare ner med sin familj i Bishop i Sierra Nevada där han arbetade i en järnhandel, var skribent på en lokaltidning och var verksam inom lokalteatern. Under första världskriget var han med i hemvärnet som bevakade floden Owen River som bland annat försörjde Los Angeles med dricksvatten.
Under 1910 och 1920-talet sålde nästan alla bönder sin mark till Los Angeles stad som ville ha kontroll över vattenförsörjningen. Jack Foley befarade att staden skulle överges och övertalade handelsföreningen att satsa på filmindustrin. Med hjälp av sina kontakter i Hollywood fick han flera bolag att förlägga inspelningar till Bishop med omnejd. Jack Foley själv började skriva och sälja manuskript, regissera film och spela in generiska närbildsklipp som "en hand som plockar upp en pistol". Dessa klipptes senare in i filmer.
Jack Foley arbetade på Universal Studios 1927 med stumfilmen Show Boat samtidigt som Warner Bros film Jazzsångaren hade premiär och ljudfilmen etablerades. Show Boat gjordes om till ljudfilm och Jack Foley var med i arbetet att ljudsätta befintliga stumfilmsscener. Han fortsatte arbeta med och utveckla tekniken på Universal Studios och hans sista film blev Spartacus. Tekniken som han gett namn åt, även kallad tramp, går ut på att lägga till ljud som handtag som trycks ner, dörrar som öppnas, fotsteg på olika material, möbler som stöts i och kläder som frasar till befintliga filmscener. Filmscenen spelas upp utan ljud och foleykonstnärerna skapar och spelar in ljuden synkroniserat med scenen. Till filmen Spartacus var regissören missnöjd med ljudet till en masscen med slavar i kedjor och ville ta om scenen med alla statister i Italien. Jack Foley lade på nytt ljud med bland annat hjälp av fotsteg och nyckelknippor och scenen kunde behållas. Trots att hans arbete besparade studion både tid och pengar syntes hans namn aldrig i eftertexterna.